# 俞更寅
俞更寅（1996年4月28日—），出生於中國廣東汕尾，中國大陸男歌手、舞者及演员。所属經紀公司為个人工作室。前男子音樂組合SWIN，和其分隊SWIN-S的队员。2016年，以男团SWIN身份出道，打开知名度。2018年退出团体，开始以演员和个人歌手身份发展。2021年，參加騰訊男團选秀《創造營2021》，並獲得第21名，再次获得关注。

## 早年经历
俞更寅来自中国广东省汕尾陆丰市，高中毕业于华强职业技术学校。

## 演藝經歷
2015年7月，参加安徽卫视、韩国MBC联合推出的男团偶像养成真人秀节目《星动亚洲 第一季》，从而进入演艺圈，成为学员之一，最终入围前15强 ，而其所在分队RED-X则获得了季军战队，得以继续参与第二季。
2016年3月，继续參加《星動亞洲 第二季》，入圍夢之隊7強，得以成团出道。12月，与星动亚洲队友，以男子10人偶像組合SWIN及其6人音樂小分隊SWIN-S正式出道，在隊內擔任隊長，主唱的職位。
2018年3月，退出团体，正式單飛，並成立俞更寅（上海）文化傳媒工作室。
2020年11月，參演的古装爱情喜剧《原来是花男城啊！》首播，在剧饰演主角钱思钱，并为该剧演唱片尾曲《天地无我》；12月，《原来是花男城啊！第二季》紧接播出。
2021年1月，发布首支个人原创单曲《你还好吗》。
2021年2月，參加騰訊視頻中国国际男團競演选秀节目《創造營2021》，并成功进入4月的总决赛，最終排名獲得第21名的成績，未能成團出道。
2021年8月，參演的校園電影《兔子暴力》上映，同月发布个人专辑《梦原体》，收录歌曲《梦岛》。

## 音樂作品

### EP
| 專輯 | 專輯資料                                                                                              | 曲目                                     |
| 1st  | 《夢原體》 - 發行日期：2022年6月10日 - 語言：國語 - 發行公司：杭州樂馨文化藝術有限公司 - 備註：首張EP | 曲目 1. 夢島 2. Keep Running 3. 閃亮星光 |

### 單曲
| 发行时间       | 歌曲名称             | 歌曲說明           |
| 2019年5月21日  | 特別的安排（寵愛版） |                    |
| 2019年10月9日  | Crash                |                    |
| 2019年10月14日 | 缥缈的光             |                    |
| 2021年1月21日  | 你還好嗎             | 首支原創單曲       |
| 2021年8月28日  | 夢島                 | 收錄於EP《夢原體》 |
| 2021年10月28日 | 合影                 |                    |
| 2021年11月22日 | Keep Running         | 收錄於EP《夢原體》 |
| 2022年1月19日  | 遲到的美好           |                    |
| 2022年3月11日  | 一線之隔             |                    |
| 2022年6月1日   | 閃亮星光             | 收錄於EP《夢原體》 |
| 2022年7月22日  | 普通撲通             |                    |
| 2022年9月17日  | 黑夜無罪             |                    |
| 2022年11月22日 | 海水和魚             |                    |
| 2023年2月20日  | You                  |                    |
| 2023年3月20日  | 倦怠                 |                    |
| 2023年4月28日  | 夢的勛章             |                    |
| 2023年5月26日  | 那些年我們很冒險的夢 |                    |

### 合作單曲
| 發行時間       | 歌曲名稱 | 合作歌手                 | 備註 |
| 2021年12月23日 | Santa    | 阿達娃                   |      |
| 2022年10月21日 | 漾·青春  | 苟晨浩宇、何屹繁、田書臣 |      |

### 影視原聲帶
| 發行時間       | 歌曲名稱   | 備註                                      |
| 2019年4月28日  | 特别的安排 | 電影《意外同居》主題曲                    |
| 2020年11月4日  | 天地無我   | 網劇《原來是花男城啊》片尾曲              |
| 2021年5月30日  | 心靈堡壘   | 偶像劇《一不小心撿到愛》插曲 與王莫涵合唱 |
| 2022年9月5日   | 海洋微光   | 珊瑚保護紀錄短片《我的美人魚媽媽》主題曲  |
| 2022年10月22日 | 燈塔       | 網劇《我的卡路里男孩》插曲                |
| 2023年2月16日  | 兩個世界   | 影視劇《下一站你的世界》主題曲            |

### SWIN-S時期
| 发行时间       | 歌曲名称   | 歌曲說明                        |
| 2016年12月20日 | Fantasy    | 收錄於SWIN-S首張EP《New World》 |
| 2016年12月20日 | New World  | 收錄於SWIN-S首張EP《New World》 |
| 2016年12月20日 | 明日路     | 收錄於SWIN-S首張EP《New World》 |
| 2016年12月20日 | For You    | 收錄於SWIN-S首張EP《New World》 |
| 2016年12月20日 | 只因你太美 | 收錄於SWIN-S首張EP《New World》 |
| 2017年7月17日  | 告別少年   | 收錄於SWIN首張EP《EP1》         |
| 2017年7月17日  | 發光的星體 | 收錄於SWIN首張EP《EP1》         |
| 2017年7月17日  | 和你去海邊 | 收錄於SWIN首張EP《EP1》         |
| 2018年1月9日   | BFGF       | 收錄於SWIN第二張EP《EP2》       |
| 2018年1月9日   | 我敢       | 收錄於SWIN第二張EP《EP2》       |
| 2018年1月9日   | 不解釋     | 收錄於SWIN第二張EP《EP2》       |

### 《創造營2021》時期
| 期數   | 環節                            | 歌曲名称                            | 原唱者                                                                     |
| 第一期 | 初評級舞台                      | RISE 登峰造極境                     | 英雄聯盟                                                                   |
| 第一期 | 初評級舞台加試                  | 永不失聯的愛                        | 周興哲                                                                     |
| 第二期 | 初評級舞台battle環節            | Brave Heart                         | 數碼寶貝                                                                   |
| 第三期 | 第一次公演舞台                  | 女孩                                | 韋禮安                                                                     |
| 第四期 | 主題曲考核                      | 我們一起闖（Chuang To-Gather Go！） | 創造營2021                                                                 |
| 第四期 | 主題曲二創舞台                  | 愛上哪闖上哪闖                      | 韓佩泉、俞更寅、謝興陽、屈柏宇、陳瑞豐、陸定昊、張欣堯                     |
| 第六期 | 第二次分組競演-專業方向考核公演 | 你就不要想起我                      | 田馥甄                                                                     |
| 第八期 | 第三次分組競演-原創歌曲主題公演 | 衛星XL                              | 慶憐、胡燁韜、井汲大翔、榮耀、俞更寅(助陣學姊:劉逸雲)                      |
| 第十期 | 決賽公演歌曲I                   | 定義                                | 伯遠、井汲大翔、甘望星、張星特、張欣堯、任胤蓬、俞更寅、羽生田拳武、胡燁韜 |
| 第十期 | 決賽公演歌曲II-專業競演         | 他不懂                              | 張杰                                                                       |

## 演出作品

### 電視劇
| 年份   | 播放平台 | 剧名                       | 角色   | 备注   |
| 2020年 | 優酷     | 《原來是花男城啊！》       | 錢思錢 | 網絡劇 |
| 2020年 | 優酷     | 《原來是花男城啊！第二季》 | 錢思錢 | 網絡劇 |

### 電影
| 年份 | 片名           | 角色   |
| 2018 | 《深海巨妖2》  | 鲛鲨   |
| 2019 | 《城郊披頭士》 | 阿達   |
| 2020 | 《兔子暴力》   | 白皓文 |

### 綜藝節目
| 播出日期 | 播出平台           | 節目                            | 備註             |
| 2015     | 安徽衛視、MBC      | 《星動亞洲 (真人秀節目)第一季》 | 15強             |
| 2016     | 安徽衛視、MBC      | 《星動亞洲 (真人秀節目)第二季》 |                  |
| 2016     | 安徽衛視           | 《心動的味道》                  |                  |
| 2019     | 東森電視、海峽衛視 | 《青春最強音第三季》            | 常駐評委         |
| 2021     | 騰訊視頻           | 《創造營2021》                  |                  |
| 2021     | 騰訊視頻           | 《鵝外驚喜》                    |                  |
| 2021     | 虎牙直播           | 《QQ名人賽》                    | 明星電競對抗賽事 |
| 2022     | CCTV-3             | 《天天把歌唱》                  |                  |
| 2022     | 東南衛視           | 《分貝在出逃》                  | 固定成員         |
| 2022     | 騰訊視頻           | 《閃亮的日子》                  | 固定成員         |
| 2022     | 騰訊視頻、芒果TV   | 《閃亮的日子第二季》            | 固定成員         |
| 2022     | 騰訊視頻、芒果TV   | 《閃亮的日子第三季》            | 固定成員         |
| 2023     | CCTV-15            | 《全球中文音樂榜上榜》          |                  |
| 2023     | CCTV-3             | 《開門大吉》                    |                  |

## 外部鏈接
- 俞更寅的新浪微博
- 俞更寅的Instagram帳戶
- 俞更寅的Twitter帳戶 （页面存档备份，存于）